# Burkini
En burkini (dannet af ordene burka og bikini) er en badedragt for kvinder udviklet af den libanesisk-australske Aheda Zanettis firma, Ahiida, der har rettighederne til navnet Burqini, der er et registreret varemærke.
Dragten er fremstillet i polyester og dækker hele kroppen undtaget ansigtet, hænderne og fødderne, hvilket falder i tråd med traditionelle, muslimske værdier for ærbarhed og anstændighed, samtidig med den er tilstrækkelig let for at muliggøre svømning.

## Forbud i Frankrig
Efter massakren i Nice 2016 har 26 franske byer, hovedsageligt placeret på Rivieraen i det sydøstlige Frankrig, indført forbud mod brug af burkinier med den begrundelse at badetøjet strider mod franske regler om sekularisme. En af byerne med forbud mod burkini er Nice hvor der er uddelt bøder, og politi har tvunget strandgæster til at tage tøjet af. Et øjenvidne berettede at andre strandgæster klappede af politiets arbejde.
Forbuddene er blevet kritiseret af menneskerettighedsorganisationen Ligue des droits de l'Homme og en anti-islamofobi-gruppe, som mener at de strider mod de franske frihedsrettigheder. Organisationerne anlagde en retssag ved en lokal domstol i Nice, men fik ikke medhold og gik derfor videre til den franske højesteret, Conseil d’Etat, som ved en midlertidig kendelse har kendt burkini-forbuddet ulovligt. Afgørelsen gælder i første omgang kun byen Villeneuve-Loubet tæt på Nice, men vil også få konsekvenser for de øvrige franske byer med burkini-forbud.
Den tidligere franske præsident Nicolas Sarkozy har udtalt at hvis han vinder præsidentvalget i Frankrig 2017, vil han indføre et landsdækkende forbud mod burkinier i Frankrig.